# Claudia Solal
Claudia Solal (* 30. März 1971 in Boulogne-Billancourt) ist eine französische Jazzsängerin und -komponistin.

## Leben und Wirken
Solal, Tochter des Pianisten Martial Solal, erhielt zunächst Klavierunterricht durch ihren Vater, bevor sie sich für den Gesang entschied. Sie besuchte verschiedene Konservatorien und erhielt Unterricht bei Christiane Legrand und François Théberge.
Ihr erstes Quartett gründete sie mit Baptiste Trotignon. Mit Médéric Collignon und Lê Duy Xuân bildete sie das experimentelle Improvisationstrio La théorie du chaos. Seit 2002 gehört sie auch zur Newdecaband ihres Vaters und zum Orchester Danzas von Jean-Marie Machado. 2006 bildete sie zudem das Quartett Spoonbox, mit dem sie zuerst bei Jazz in Marciac auftrat. Auch ging sie mit Yves Rousseaus Programm Poète, vos papiers !, das Chansons von Léo Ferré vorstellte, auf Tournee. Weiterhin ist sie auf Alben von Jean-Marc Padovani, François Théberge/Lee Konitz, Eric Surménian, Jean-Charles Richard/Marc Copland und Françoise Toullec zu hören. Auch arbeitete sie mit Carol Robinson, Mimi Lorenzini, Han Buhrs, Pascale Labbé, Phil Minton, Sainkho Namtchylak, Maggie Nicols und Tania Pividori.
Solal lehrte Gesang an der Jazzabteilung des Strasburger Konservatoriums und seit 2006 am Pariser Regional-Konservatorium.

## Diskographische Hinweise
- My Own Foolosophy (1998, mit Baptiste Trotignon, Arnault Cuisinier, Thomas Grimmonprez)
- Martial Solal Exposition sans tableau (2006)
- Yves Rousseau Poète, vos papiers ! (2007)
- Claudia Solal / Benjamin Moussay: Porridge Day (2009)
- Claudia Solal Spoonbox Room Service (2010)
- Claudia Solal, Benoît Delbecq: Hopetown (Rogueart, 2020)
- Claudia Solal / Benjamin Moussay: Punk Moon (Jazzdor, 2025)

## Lexikalischer Eintrag
- Philippe Carles, André Clergeat, Jean-Louis Comolli: Le nouveau dictionnaire du jazz. R. Laffont: Paris 2011